# 小行星9873
小行星9873（英語：9873）是一颗围绕太阳公转的小行星。1992年4月9日，天文学家罗伯特·H·麦克诺特在赛丁泉山发现了此天体。
这颗小行星的绝对星等为7.36679等。